# Citrus City
Citrus City és una concentració de població designada pel cens dels Estats Units a l'estat de Texas. Segons el cens del 2000 tenia 941 habitants.

## Demografia
Segons el cens del 2000, Citrus City tenia 941 habitants, 203 habitatges, i 190 famílies. La densitat de població era de 179 habitants per km².
Dels 203 habitatges en un 67,5% hi vivien nens de menys de 18 anys, en un 74,4% hi vivien parelles casades, en un 15,3% dones solteres, i en un 6,4% no eren unitats familiars. En el 5,4% dels habitatges hi vivien persones soles el 2% de les quals corresponia a persones de 65 anys o més que vivien soles. El nombre mitjà de persones vivint en cada habitatge era de 4,64 i el nombre mitjà de persones que vivien en cada família era de 4,68.
Per edats la població es repartia de la següent manera: un 43,1% tenia menys de 18 anys, un 13,8% entre 18 i 24, un 29,3% entre 25 i 44, un 11,1% de 45 a 60 i un 2,7% 65 anys o més.
L'edat mediana era de 21 anys. Per cada 100 dones de 18 o més anys hi havia 89,7 homes.
La renda mediana per habitatge era de 15.278 $ i la renda mediana per família de 14.667 $. Els homes tenien una renda mediana de 15.972 $ mentre que les dones 14.886 $. La renda per capita de la població era de 6.117 $. Aproximadament el 49,4% de les famílies i el 47,8% de la població estaven per davall del llindar de pobresa.

## Poblacions més properes
El següent diagrama mostra les poblacions més properes.